# The Wright Idea
The Wright Idea è un film muto del 1928 diretto da Charles Hines. Si tratta di una commedia che ha come protagonista Johnny Hines affiancato da Edmund Breese e Louise Lorraine.

## Trama
Inventore di uno speciale inchiostro che, tra l'altro, non ha bisogno di carta assorbente, Johnny Wright, alla ricerca di investitori finanziari, invita su un panfilo alcuni imprenditori per illustrare loro le meraviglie di quella nuova invenzione. Ma non sa che l'imbarcazione è stata rubata e che ora viene usata per il contrabbando. Quando sono in mare, infatti, il capitano e l'equipaggio sequestrano tutti i passeggeri. Johnny, rendendosi conto che la situazione si sta evolvendo sempre più pericolosamente, riesce a squagliarsela e, usando il suo inchiostro, invoca soccorso scrivendo, su un lato dello scafo, a grandi lettere una richiesta di aiuto. Intanto, il vero proprietario dello yacht, a bordo di un'altra imbarcazione, si è messo all'inseguimento della sua barca ed è ormai sulle loro tracce. La luminosa scritta di Johnny aiuta notevolmente gli inseguitori che riescono, così, a raggiungere e a riprendersi lo yacht rubato. Il proprietario è rimasto così favorevolmente impressionato dall'inchiostro e dall'ingegnosità di Johnny, che finisce per offrirgli un lavoro nella sua ditta di pubblicità.

## Produzione
Secondo Exhibitors Herald and Moving Picture World del 26 maggio 1928, le riprese del film, prodotto da C.C. Burr per la sua casa di produzione, la C.C. Burr Productions Inc., iniziarono il 26 aprile 1928 con il titolo di lavorazione Black Magic.

## Distribuzione
Il copyright del film, richiesto dalla First National Pictures, Inc., fu registrato il 26 luglio 1928 con il numero LP25493.
Distribuito dalla First National Pictures, il film uscì nelle sale cinematografiche statunitensi il 5 agosto 1928.
Non si conoscono copie ancora esistenti della pellicola che viene considerata presumibilmente perduta.